# Université des sciences, des techniques et des technologies de Bamako
L'université des sciences, des techniques et des technologies de Bamako (USTTB) est une université publique située à Bamako, la capitale du Mali.

## Historique
Le 28 septembre 2011, le gouvernement malien a adopté en conseil des ministres quatre projets d'ordonnance portant création des « Universités de Bamako » en remplacement de l'université de Bamako dont les effectifs étaient devenus trop importants. 
La création de l'université des sciences, des techniques et des technologies de Bamako a été adoptée par l'Assemblée nationale malienne le 8 décembre 2011.

## Personnalités liées

### Alumni
- Fanta Siby
- Tidiani Togola[4]